# Donna Scheeder
Donna Scheeder (Búfalo, 8 de novembre de 1947 - Capitol Hill, 7 de març de 2022), va ser una bibliotecària nord-americana. Va ser presidenta de la Federació Internacional d'Associacions de Biblioteca i Institucions (IFLA) del 2015 al 2017, sota el lema "Biblioteques: una crida a l'acció". Va participar en la Junta de Govern de l'IFLA durant sis anys.
Va ser membre del Consell Assessor de la Biblioteca del Congrés dels Estats Units i ha estat inclosa al Saló de la Fama de l'Associació de Biblioteques Especials, pel seu treball pioner en el camp de la bibliotecologia i per la seva experiència i lideratge.

## Trajectòria professional
Va ser la subdirectora d'Informació al Servei de Recerca de la Biblioteca del Congrés dels Estats Units, directora de Serveis a la Biblioteca de Dret del Congrés i ha participat a la Comissió Permanent de Serveis Bibliotecaris i de Recerca per a Parlaments.
Es va retirar el Març de 2015 com a subdirectora d'informació del Servei de Recerca del Congrés després d'una llarga carrera a la Biblioteca del Congrés dels Estats Units, que va incloure cinc anys com a directora de Serveis de Biblioteca Jurídica.
Va ser la presidenta de la Secció de Biblioteques i Serveis de Recerca per a Parlaments de la IFLA i va brindar capacitació a biblioteques parlamentàries a molts països del món. Les seves habilitats de treball en xarxa s'han aguditzat durant els seus quaranta-cinc anys de carrera i el seu historial de servei públic voluntari. Va introduir una sèrie de serveis innovadors durant la seva carrera, inclòs l'establiment de la primera col·lecció de blocs legals i instituir el producte Electronic Briefing Book per al Congrés. Va formar part dels comitès organitzadors de les conferències de Computadores a Biblioteques i Bibliotecària d'Internet, que posen un gran èmfasi a mostrar els darrers desenvolupaments al camp i els serveis innovadors que aprofiten aquests desenvolupaments.
Va ser membre des de 1978 de la Special Libraries Association (Associació de biblioteques especials), va exercir diferents llocs directius i va ser la seva presidenta durant 2000 i 2001.
Va ser la presidenta de la Federació Internacional d'Associacions de Biblioteques. Durant la seva gestió, va visitar la Biblioteca de l'Estat Rus, per iniciativa de la Biblioteca Estatal de Literatura Estrangera Margarita Rudomino. Va ser una activa difusora de les contribucions fetes per les biblioteques per avançar en l'assoliment de l'agenda de l'ONU 2030 i els objectius de desenvolupament sostenible.
Va viure a Capitol Hill a Washington DC. Va ser membre fundador de la Junta de Directors del Hill Center i també es va exercir com a presidenta del Comitè Assessor de la Comunitat del Mercat de l'Est. Va morir el 7 de març de 2022.

## Premis i distincions
Pels seus èxits, dedicació i servei a l'IFLA, particularment a les àrees de transformació organitzativa de l'IFLA ia la defensa de les biblioteques dins dels Objectius de Desenvolupament Sostenible de les Nacions Unides, ha estat guardonada el 2019 com a Membre Honorari de la IFLA.
Va rebre el premi John Cotton Dana el 2004 i va ser inclosa al Saló de la Fama de l'Associació de Biblioteques Especials pels seus treballs pioners en bibliotecologia i les seves contribucions a aquesta associació.